# Radio Murski val
Radio Murski val je regionalna radijska postaja, ki s svojim radijskim signalom pokriva severovzhodno Slovenijo, predvsem Pomurje. Svoj program oddaja na ultrakratkovalovnih frekvencah 94,6, 103,3 MHz in 105,7 MHz, na srednjevalovni frekvenci 648 KHz ter preko svetovnega spleta.
Postaja je v zasebni lasti. Ker velja za regionalno pomemben medij, si je skupnost pomurskih občin prizadevala za nakup večinskega deleža, kar naj bi obvarovalo postajo pred komercializacijo, vendar jo je junija 2017 prevzel lokalni podjetnik in nekdanji zaposleni na radiu Janez Hanč.